# Том Савіні
Томас Вінсент «Том» Савіні (англ. Thomas Vincent «Tom» Savini; нар. 3 листопада 1946, Піттсбург, Пенсільванія) — американський актор, режисер, гример і постановник спецефектів.
Створив спеціальні ефекти для фільмів жахів «П'ятниця 13-е», «Маніяк», «Світанок мерців» і «День мертвих». За свою роботу в «Дні мертвих» в 1986 році, отримав фільм нагороду Saturn.
У 1990 році він був режисером рімейку «Ночі живих мерців».

## Біографія

### Раннє життя
Савіні народився 3 листопада 1946 року в Піттсбурзі, штат Пенсильванія, і має італійське походження. Він був вихований католиком і закінчив Центральну католицьку середню школу. У дитинстві його натхненням був актор Лон Чейні-старший, і Савіні пов'язує свої найперші бажання створювати гримерні ефекти з Чейні та фільмом "Людина з тисячею облич".
Експериментуючи з усіма доступними засобами, молодий Савіні вправлявся у створенні макіяжу на собі, а згодом переконав своїх друзів дозволити йому попрактикуватися на них. Він також відкрив для себе іншу пристрасть - акторську майстерність. Поєднуючи макіяж і саморобні костюми, він особливо любив лякати своїх друзів. Савіні навчався в університеті Пойнт-Парк протягом трьох років, після чого був призваний на службу до армії США. Після служби у В'єтнамі він вступив до Університету Карнегі-Меллона, як перший студент, який отримав повну стипендію за акторською та режисерською програмою. Він брав участь у театральних постановках під час навчання в коледжі і продовжував грати на сцені ще довго після закінчення служби у В'єтнамі.
Савіні служив бойовим фотографом під час війни у В'єтнамі. В інтерв'ю 2002 року він сказав газеті Pittsburgh Post: "Коли я був у В'єтнамі, я був бойовим фотографом. Моя робота полягала в тому, щоб знімати пошкодження машин і людей. Через мій об'єктив я бачив деякі огидні речі. Щоб впоратися з цим, я думаю, я намагався думати про це як про спецефекти. Тепер, як художник, я просто думаю про створення ефекту в межах тих обмежень, з якими ми маємо справу". Він продовжував практикуватися з гримом у В'єтнамі, часто лякаючи корінних селян тим, що раптово перетворювався на "монстра".
Використовуючи об'єктив своєї камери, Савіні відокремив себе від реальних жахів війни, проте, всі образи все ще переслідували його свідомість. Савіні сказав, що його воєнний досвід вплинув на його кінцевий стиль кривавих ефектів: "Я ненавидів, коли дивився військовий фільм і хтось помирав. Хтось помирає з одним оком відкритим, а хтось з напівзакритим, іноді люди помирають з посмішкою на обличчі, тому що щелепа завжди відвисла. Я вклав у свою роботу відчуття того, що я побачив у В'єтнамі".
У 1970 році, під час несення служби в караулі, в районі джунглів, за якими спостерігав Савіні, спрацювала сигнальна ракета. Всупереч військовому протоколу, Савіні відкрив вогонь у кущі, не повідомивши про це начальство. Інші солдати також почали стріляти, поки з кущів не вилетіла качка, абсолютно неушкоджена. Через невиконання наказу Савіні був знятий з караулу зі свого бункера наступного вечора. Того ж вечора бункер зазнав нападу і кілька солдатів були поранені або вбиті. В результаті цього інциденту Савіні отримав прізвисько "Качиний вбивця" (анг. "Duck Slayer") і до цього дня не їсть качок.
Серед багатьох талантів, яких Савіні досяг в юності, було мистецтво фехтування, він є турнірним фехтувальником, а також досвідченим гімнастом. Значна частина його каскадерських трюків і деякі з його персонажів відображають ці граціозні здібності; проте він також вправно володіє бичачим батогом і може легко виконати трюк на мотоциклі. Багато його персонажів були байкерами або божевільними, загартованими та моторошно злими.

### Кар'єра
Савіні насамперед відомий своєю новаторською роботою у сфері спеціальних ефектів гриму, відомих, як протезний грим . Його фірмовий стиль і техніка надають яскравого реалізму жанровим фільмам. На початку кар'єри Савіні Дік Сміт, відомий своєю новаторською роботою у фільмі «Екзорцист», став натхненником і наставником, а згодом і партнером Савіні у програмі спеціальних гримувальних ефектів.
Свій прорив Савіні здійснив, працюючи з піттсбурзьким режисером Джорджем Ромеро, забезпечивши переконливий ефект перерізання зап'ястя у початкових сценах фільму «Мартін» (1978). Наступного року, працюючи з більшим бюджетом над фільмом «Світанок мерців», Савіні створив свою фірмову палітру відрубаних кінцівок і слідів укусів. У фільмі жахів 1980 року «П'ятниця, 13-е» Савіні розширив свій репертуар крові та кривавих сцен . Він продовжив удосконалювати ці прийоми у фільмах «Маніяк» 1980 року  та «Палаючий» та «Вбивця Розмарі» 1981 року.
Том Савіні отримав прізвисько «Султан бризок». У 1982 році він створив більш традиційні ефекти жахів у фільмі «Крипшоу», знятому Ромеро за сценарієм Стівена Кінга. У 1984 році він погодився працювати над фільмом «П'ятниця, 13-е: Фінальна глава», де вбив своє творіння Джейсона Вурхіса. Повернувшись до зомбі-жанру в 1985 році, Савіні отримав премію «Сатурн» за найкращі гримерні ефекти за роботу над фільмом Ромеро «День мерців». У 1986 році Савіні працював з режисером Тобі Хупером над фільмом «Техаська різанина бензопилою 2».
Савіні також працював над фільмами італійського режисера Даріо Ардженто: «Два злих ока» 1990 року та «Травма» 1993 року. У фільмі 1991 року «Серцеїд» він створив спецефекти для режисера Джона А. Руссо. У 2011 році він керував спецефектами для австралійського фільму «Редд Інкорпорейтед».
Савіні також знімався у багатьох фільмах, де створював спецефекти. Його першою появою була відносно звичайна, невинна роль у фільмі «Мартін» у 1978 році. Потім він зіграв Блейдса, грізного байкера, у «Світанку мерців», роль, яку він повторив у вигляді зомбі, з'явившись в епізодичній ролі у продовженні серіалу «Земля мертвих» 2005 року. У «Маніяку» він ненадовго з'явився перед тим, як зіткнутися з дробовиком маніяка, і йому відстрелили голову у видовищній сцені. Більш помітною була роль байкера і антагоніста Моргана, Чорного лицаря, у фільмі Ромеро «Лицарі на колесах» (1981) . Савіні зіграв байкера-вампіра «Секс-машину» у фільмі Квентіна Тарантіно та Роберта Родрігеса «Від заходу до світанку» (1996) .
У 2007 році Савіні зіграв роль у фільмі «Планета страху», одній з двох історій фільму «Грайндхаус» режисера Роберта Родрігеса. Савіні грає депутата Толо, який бореться за порятунок свого міста від нашестя зомбі-подібних істот. В іншому фільмі Родрігеса, «Мачете», заснованому на фальшивому трейлері фільму, що демонструвався під час фільму «М'ясорубка», Савіні зіграв Осіріса Аманпура, найнятого, щоб вистежити і вбити головного героя Мачете. Савіні повторив свою роль у сиквелі «Мачете вбиває».
Серед епізодичних ролей - вампір Девід Ван Еттен у фільмі «Пропащі хлопці: Плем'я», шериф у ремейку «Світанок мерців» 2004 року та язикатий Ісус Христос у «Зомбігеддоні» (2003).

У 2006 році Савіні написав есе про роль Престера Джона, міфічного лиходія у казковому «Море пилу». Того ж року на екрани вийшов «Ліс проклятих» Йоханнеса Робертса, де Савіні зіграв божевільного відлюдника, оточеного ангелами, скинутими з небес. У 2008 році він з'явився у фільмі «Зак і Мірі знімають порно» в ролі злодія-хазяїна нетрів. Він також з'явився у фільмі «Мертва матерія» разом з Ендрю Дівоффом та Джимом О'Ріром. Савіні озвучив себе в епізоді «Сімпсонів» «Найгірший епізод у світі»: Під час появи в підземеллі Андроїда Савіні виконує жарт «Gutbuster», обливаючи натовп «кров'ю і кишками» і тим самим принижуючи Хлопця з коміксів. У 2012 році Савіні з'явився в ролі вчителя трудового навчання, містера Каллахана, у підлітковій драмі «Переваги бути настінним квіткою» з Логаном Лерманом у головній ролі, знятій у Пітсбурзі. Савіні також зіграв одного з мисливців у фільмі Квентіна Тарантіно «Джанґо вільний». Серед майбутніх проектів Савіні - головна роль у нацистському зомбі-фільмі «4-й Рейх» режисера Шона Роберта Сміта в ролі штандартенфюрера СС Оскара Дірлевангера .

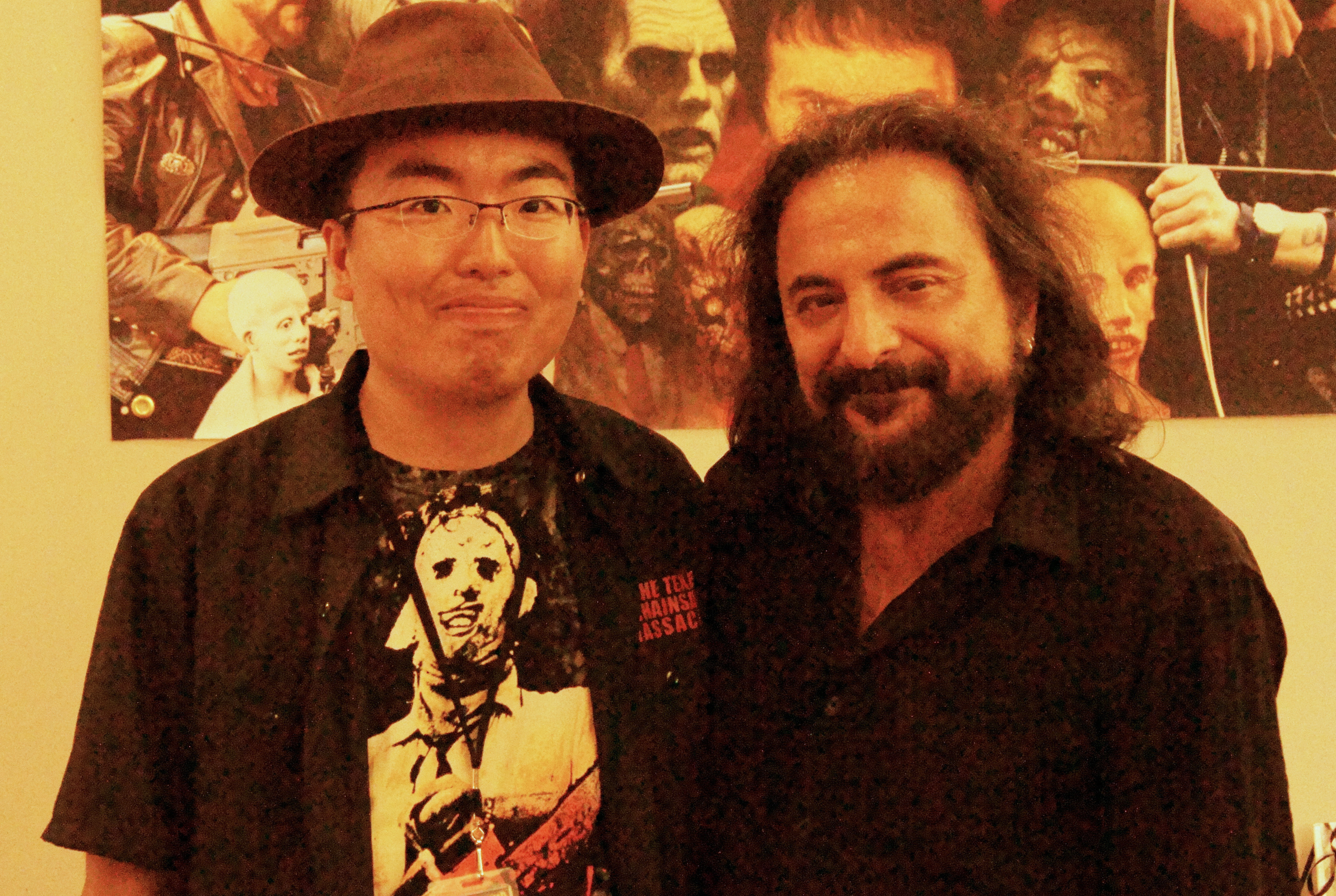
Том Савіні

Як режисер, Савіні зняв епізоди синдикованого телесеріалу «Казки з темної сторони», кольорового римейку «Ночі живих мерців» 1990 року; і «Домашній дзвінок», пілотного проекту серіалу «Фактор холоду», в якому головну роль зіграв актор з Піттсбурга Бінго О'Меллі. У 2011 році він зняв «Вологі сни», один із шести сегментів фільму жахів «Театр дивних». У 2009 році Савіні оголосив про намір зняти новий фільм «Острів смерті» зі спеціальними ефектами гриму від свого колишнього протеже Грега Нікотеро . 1 вересня 2013 року Савіні розпочав краудфандинговий проект на Indiegogo для «Острова смерті». Він планував розпочати зйомки до кінця 2013 року .
У романі Джонатана Мейберрі «Поганий місяць сходить» 2008 року Савіні з'являється як одна з реальних знаменитостей фільмів жахів, які перебувають у вигаданому містечку Пайн-Діп під час нападу монстрів; серед інших знаменитостей - Джеймс Ганн, Джим О'Рір, Брінк Стівенс, Кен Форі, Стівен Суско, Деббі Рошон, Джо Боб Бріггс і блюзмен Мем Шеннон .
Савіні також ненадовго взяв участь у відродженому Джеррі Лоулером у 2010 році телевізійному шоу про професійний рестлінг «Мемфіс Рестлінг». Його екранний персонаж відправив на шоу монстрів з фільмів жахів (яких грали рестлери з Мемфіса), щоб помститися за Савіні, який звинуватив Лоулера у смерті друга Савіні Енді Кауфмана; куратором монстрів був менеджер «Голлівуду» Джиммі Блейлок.
У 2012 році американський режисер Джейсон Бейкер опублікував біографію Савіні під назвою «Дим і дзеркала: Історія Тома Савіні" .
Під час спілкування з шанувальниками він сказав, що найскладнішим фільмом, над яким він коли-небудь працював, було «Шоу привидів», тому що це було «п'ять фільмів в одному» .
У 2018 році Савіні оголосив через свій Instagram, що він буде режисером веб-серіалу жахів у співпраці з іншими, включаючи Тіну Ромеро, доньку Ромеро. Спецефекти для веб-серіалу мали створити студенти Савіні в освітньому центрі Дугласа
У травні 2019 року фронтмен Slipknot Корі Тейлор сказав в інтерв'ю, що Савіні працював над створенням нових масок для майбутнього альбому We Are Not Your Kind і наступних турне . Приблизно в той же час до Савіні звернувся рестлер Брей Ваятт з проханням розробити маску для його нового персонажа «Fiend» .